# Sollevamento pesi ai Giochi della XXIII Olimpiade - Pesi gallo
La competizione della categoria pesi gallo (fino a 56 kg) di sollevamento pesi ai Giochi della XXIII Olimpiade si è svolta il giorno 30 luglio 1984 al Gersten Pavilion di Los Angeles.

## Regolamento
La classifica era ottenuta con la somma delle migliori alzate delle seguenti 2 prove:
- Strappo
- Slancio

Su ogni prova ogni concorrente aveva diritto a tre alzate. In caso di parità vinceva il sollevatore che pesava meno.

## Risultati
| Pos.    | Atleta                   | Nazione       | Peso Atleta | Strappo | Strappo | Strappo | Strappo | Slancio | Slancio | Slancio | Slancio | Totale      |
| Pos.    | Atleta                   | Nazione       | Peso Atleta | 1       | 2       | 3       | Tot     | 1       | 2       | 3       | Tot     | Tot         |
| ------- | ------------------------ | ------------- | ----------- | ------- | ------- | ------- | ------- | ------- | ------- | ------- | ------- | ----------- |
| Oro     | Wu Shude                 | Cina          | 55,70       | 120,0   | 125,0   | 125,0   | 120,0   | 140,0   | 145,0   | 147,5   | 147,5   | 267,5       |
| Argento | Lai Runming              | Cina          | 55,60       | 115,0   | 120,0   | 125,0   | 125,0   | 140,0   | 145,0   | 145,0   | 140,0   | 265,0       |
| Bronzo  | Masahiro Kotaka          | Giappone      | 55,35       | 112,5   | 117,5   | 117,5   | 112,5   | 140,0   | 140,0   | 145,0   | 140,0   | 252,5       |
| 4       | Takashi Ichiba           | Giappone      | 55,30       | 110,0   | 110,0   | 115,0   | 110,0   | 140,0   | 145,0   | 145,0   | 140,0   | 250,0       |
| 5       | Kim Chil-bong            | Corea del Sud | 55,75       | 100,0   | 105,0   | 107,5   | 105,0   | 132,5   | 137,5   | 140,0   | 140,0   | 245,0       |
| 6       | Dionisio Muñoz           | Spagna        | 55,35       | 105,0   | 110,0   | 110,0   | 110,0   | 127,5   | 132,5   | 135,0   | 132,5   | 242,5       |
| 7       | Arvo Ojalehto            | Finlandia     | 55,65       | 105,0   | 110,0   | 110,0   | 105,0   | 137,5   | 137,5   | 137,5   | 137,5   | 242,5       |
| 8       | Albert Hood              | Stati Uniti   | 55,90       | 105,0   | 110,0   | 112,5   | 112,5   | 130,0   | 137,5   | 137,5   | 130,0   | 242,5       |
| 9       | Ioannis Katsaidonis      | Grecia        | 55,25       | 100,0   | 105,0   | 107,5   | 105,0   | 130,0   | 135,0   | 137,5   | 135,0   | 240,0       |
| 10      | Deven Govindasami        | India         | 55,70       | 100,0   | 105,0   | 107,5   | 105,0   | 130,0   | 135,0   | 135,0   | 130,0   | 235,0       |
| 11      | Chiu Yuh-chuan           | Taipei cinese | 55,85       | 97,5    | 102,5   | 102,5   | 97,5    | 132,5   | 137,5   | 137,5   | 132,5   | 230,0       |
| 12      | Nicolas Mercado          | Colombia      | 55,85       | 100,0   | 105,0   | 105,0   | 100,0   | 125,0   | 130,0   | 132,5   | 130,0   | 230,0       |
| 13      | Mohamed El-Sayed Ramadan | Egitto        | 55,90       | 97,5    | 102,5   | 102,5   | 97,5    | 132,5   | 137,5   | 140,0   | 132,5   | 230,0       |
| 14      | Jagadish Pradhan         | Nepal         | 55,85       | 87,5    | 92,5    | 97,5    | 92,5    | 110,0   | 117,5   | 117,5   | 117,5   | 210,0       |
| 15      | Nery Minchez             | Guatemala     | 55,60       | 85,0    | 90,0    | 90,0    | 85,0    | 112,5   | 117,5   | 120,0   | 117,5   | 202,5       |
| -       | Taoufik Maaouia          | Tunisia       | 55,75       | 90,0    | 95,0    | 95,0    | NVL     | 125,0   | 130,0   | 130,0   | 125,0   | DNF         |
| -       | Gheorghe Maftei          | Romania       | 55,65       | 110,0   | 115,0   | 115,0   | 110,0   | 145,0   | 145,0   | 145,0   | NVL     | DNF         |
| -       | Hadi Wihardja            | Indonesia     | 55,60       | 105,0   | 105,0   | 105,0   | NVL     | 142,5   | 142,5   | 142,5   | NVL     | DNF         |
| -       | Mehmet Altin             | Turchia       | 55,75       | 97,5    | 102,5   | 105,0   | 102,5   | 130,0   | -       | -       | NVL     | DNF         |
| -       | Ahmed Tarbi              | Algeria       | 55,95       | 102,5   | 107,5   | 110,0   | 110,0   | 132,5   | 137,5   | 137,5   | 132,5   | DSQ [242,5] |